# Корупа
Корупа (порт. Corupá)  —  муниципалитет в Бразилии, входит в штат Санта-Катарина. Составная часть мезорегиона Север штата Санта-Катарина. Входит в экономико-статистический  микрорегион Жоинвилли. Население составляет 12 925 человек на 2006 год. Занимает площадь 405,003 км². Плотность населения — 31,9 чел./км².

## История
Город основан 7 июля 1897 года.

## Статистика
- Валовой внутренний продукт на 2003 составляет 105.598.497,00 реалов (данные: Бразильский институт географии и статистики).
- Валовой внутренний продукт на душу населения на 2003 составляет 8.495,45 реалов (данные: Бразильский институт географии и статистики).
- Индекс развития человеческого потенциала на 2000 составляет 0,818 (данные: Программа развития ООН).